# Garfield Wood

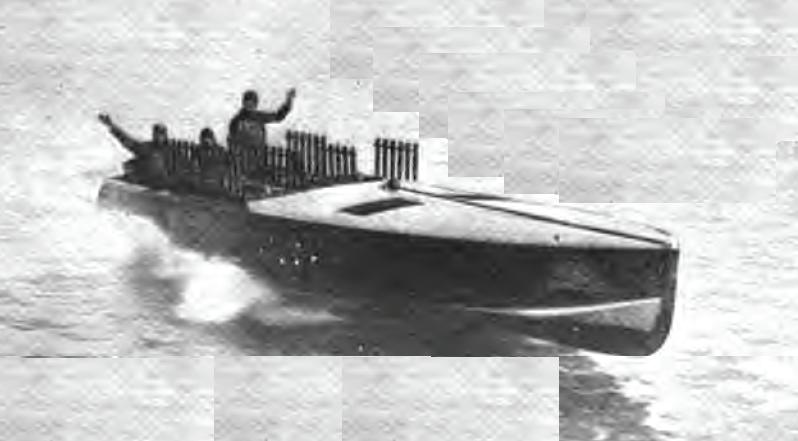
Garfield Woods Miss America 2, en racerbåt med tre Liberty V-12-motorer, nummer två av nio Miss America som byggdes för Wood, 1921

Garfield (Gar) Artur Wood, född 4 december 1880 i Mapleton i Iowa i USA, död 19 juni 1971 i Miami, var en amerikansk uppfinnare, båtkonstruktör och entreprenör.
Han hade världsrekordet i båtracing i flera perioder och var den förste som kom upp i en hastighet på 100 miles per timme (160 km/timme) på vatten.
Gar Wood växte upp i Osakis i Minnesota i en familj med 13 barn. Hans far var fartygsskeppare på Lake Osakis, och Gar Wood arbetade på fartyg från ung ålder. 

## Verkstadsföretag
Vid sekelskiftet 1800/1900 bosatte sig Garfield Wood och hans fru Murlen i Saint Paul i Minnesota, där han bland annat var engagerad i en serviceverkstad för maskiner och vägfordon. Garfield Wood, som saknade formell ingenjörsutbildning, uppfann vid 31 års ålder 1911 en hydraulisk tippanordning för att lossa kol från lastbilar. Han grundade det framgångsrika företaget Wood Hoist Co. i Detroit i Michigan. Namnet ändrades senare till Garwood Industries, vilket bland annat byggde racing- och fritidsbåtar under varumärket Gar Wood. Företaget tillverkade också tillbehör för lastbilar, bussar och järnvägsvagnar samt traktorredskap och vinschar som underleverantör till tillverkare som Allis-Chalmers och International Harvester.

## Båtar
Gar Wood köpte 1916 racerbåten Miss Detroit - och också ägarmajoriteten i det företag i Algonac i Michigan som tillverkat den. Gar Wood satte 1920 hastighetsrekord på 121 km/timmen på Detroitfloden med den av Cris Smith byggda racerbåten Miss America, framdriven av två Liberty V-12-motorer. Under de följande tolv åren satte Wood nya hastighetsrekord fem gånger med nio ytterligare Miss Americas, till slut med 201 km/timme 1932 på St. Clair-floden.